# Nueva Valencia
Nueva Valencia ist eine philippinische Stadtgemeinde in der Provinz Guimaras. Sie hat 39.810 Einwohner (Zensus 1. August 2015). In den Gewässern der Gemeinde, im Golf von Panay, liegt der Taklong Island National Marine Reserve, er wurde 1990 gegründet.
Im August 2006 kam es zu einer Ölpest, nachdem das Schiff MT Solar 1 ein paar Kilometer vor der Küste sank.

## Baranggays
Nueva Valencia ist administrativ in 20 Baranggays unterteilt.
| - Cabalagnan - Calaya - Canhawan - Dolores - Guiwanon - Igang - Igdarapdap | - La Paz - Lanipe - Lucmayan - Magamay - Napandong - Pandaraonan - Panobolon | - Poblacion - Salvacion - San Antonio - San Roque - Santo Domingo - Tando |